# Boglioli
Boglioli er et italiensk familieejet tøjfirma, der blev grundlagt i 1974 i byen Gambara (nær Brescia). Deres signatur herretøj er farvede jakker.
Det bliver i dag ledet af Francesco Russo. Firmaet har et showroom på Corso Venezia 36 i Milano.